# Leah Bracknell
Leah Bracknell (Londra, 12 luglio 1964 – Worthing, 16 settembre 2019) è stata un'attrice britannica, nota per aver interpretato il ruolo di Zoe Tate nella soap opera Valle di luna.

## Infanzia e adolescenza
Nata a Westminster, era figlia del regista televisivo inglese David Ian Bracknell (1932-1987) e dell'attrice sino-malese Li-Er Hwang, incontratisti durante le riprese di Il mondo di Suzie Wong a Hong Kong nel 1959. Crebbe a Londra,  a Oxford, e visse un anno dividendosi tra Nuova Zelanda e isole Figi.

## Carriera
La sua prima apparizione fu nella serie televisiva The Chiffy Kids nel 1976, diretta da suo padre. 

### Valle di luna
Dopo aver frequentato l'Accademia di arte drammatica Webber Douglas recitò in Valle di luna dal 1989 al 2005 il ruolo di Zoe Tate, veterinaria e proprietaria terriera,  con due interruzioni causate dalla maternità: il suo è stato il primo personaggio di donna lesbica in una soap opera inglese, e in generale uno dei personaggi principali omosessuali più longevi della televisione britannica. Dopo aver lasciato definitivamente la soap, interpretò a teatro il ruolo della signora Manningham in Gaslight e Strangers on a Train; inoltre insegnò meditazione e yoga, e divenne designer della propria linea di gioielli.

## Vita privata
Visse a Worthing, nel Sussex, col marito e i due figli.

## Malattia e morte
Nell'ottobre del 2016, la Bracknell dichiarò di avere un cancro ai polmoni. Una raccolta di fondi da 50 000 sterline per permetterle di sottoporsi a un trattamento sperimentale in Germania raggiunse l'obiettivo in tre giorni. L'attrice è morta nel settembre del 2019, per una recidiva della malattia.

## Filmografia
- The Chiffy Kids - serie TV (1976)
- Valle di luna - serie TV, 326 episodi (1989-2005)
- Judge John Deed - serie TV, 2 episodi (2007)
- The Royal Today - serie TV, 43 episodi (2008)
- Casualty 1907 - serie TV, 1 episodio (2008)
- Jack Frost - serie TV, 2 episodi (2010)
- Doctors - serie TV, 3 episodi (2007-2011)
- DCI Banks - serie TV, 1 episodio (2011)
- A Dark Reflection (2015)